# Szépkenyerűszentmárton
Szépkenyerűszentmárton (románul Sânmărtin) falu Romániában, Kolozs megyében, az azonos nevű község központja.
A néphagyomány úgy tartja, hogy az előnevet a falu II. Józseftől kapta, a mikor egyszer egy alkalommal ellátogatott Szamosújvárra, ahol a környékbeli falvak küldöttjei kenyérrel és sóval várták és a szépkenyerűszentmártoni kenyér volt a legszebb, ennek következtében elnevezték Szentmártont Szépkenyerűszentmártonnak.

## Fekvése
Szépkenyerűszentmárton az erdélyi Mezőség északi részén és azon a belül a Szamos-menti dombság (vagy Szamos-melléki dombság) északnyugati felében helyezkedik el, a Devecseri-patak völgyében és annak mellékvölgyeiben (Vásárhelyi-patak) kivéve Bálványoscsaba (Ceaba) települést, mely a Csabai- (Bandó-)patak felső felében van.
A falu legfontosabb turisztikai pontja az úgynevezett Csokány-tó (a tó annak az embernek a gúnynevét viseli, aki ásta, eredeti nevén Kerekes), ami a falu északkeleti részén van a dombok tetején, a Szénafű és a Szénafű aljában lévő mocsár (tengerszem).

## Éghajlata
A falu éghajlata, akárcsak Romániáé, mérsékelt szárazföldi.
Az évi csapadék 600–650 mm/év, a levegő nedvessége pedig 70-80%.
Az első fagy október 1-10. között áll be, az utolsó fagy pedig április 20-30. között van.
1942-1960 órát süt a Nap egy évben Szépkenyerűszentmártonban. Az évi sugárzás pedig 105-113 kcal./cm²

## Története
A falu területe már a paleolitikuman lakott volt, erre utalnak a Füzesi-, Várajai, és Nyíresi-patakok völgyében talált tárgyi leletek.
A hagyomány azt tartja, hogy a falu nyugati bejáratához közel eső kis dombok (vagy kiemelkedések), Klompja dombja és a Kis Gorgán honfoglalás kori sírhelyek lennének.
Egyes források szerint 1292-ben a falu és környéke a „voievoda de Santo Martino”-hoz tartozott, vagy ez volt a neve. Az írott források 1312-ben említik először a falut, nevét Szent Márton tiszteletére emelt templomáról kapta, előnevét pedig jó búzatermése s kenyere után vette. 1335-ben a falu neve Schent Márton. 1347-ben Terra Zenthmarthum.
1456-ban a falu Bálványosváraljához tartozott és a Bánffy család volt a falu egyik tulajdonosa.
1458-ban Mátyás király Szent Mártont és Bálványosváraját Vinegardi Jánosnak adományozta, aki abban az időben Erdély főkapitánya volt (1458-1459 között).
1467-ben a Bánffy család fellázadt Mátyás király ellen és a király a Bánffy család szépkenyerűszentmártoni javait a váradi püspöknek, Vitéz Jánosnak ajándékozta.
1494-ben Báthory Zsigmond erdélyi fejedelem a települést és az itt élő 40 jobbágyot Wesselényi Ferencnek ajándékozta.
1553-ban a Szépkenyerűszentmárton a szamosújvári várhoz tartozott, ahova több katonát is elküldtek. 1566-ban, a faluban 135 ház volt, amelyek közül 29 házban egytelkes nemes lakott.
1612-ben a falu neve Szent Márton. Ugyanebben az évben a szamosújvári várban 8 szentmártoni gyalogpuskás katona tartózkodott. 1622-ben a falu többsége református vallású volt. Ugyanebből az évből működik a faluban református iskola is.
1602 – 1603-ban Georgio Basta tábornok csapataival kifosztotta a falut. A település nyugati részén van egy „Akasztófák”-nak nevezett határrész; ami a Basta dúlásra utal. A szépkenyerűszentmártoni lakosokat is meggyilkoltak és kirabolták a Basta emberei. A pusztítás után csak hét személy maradt meg; a Mezőség nagy része is kipusztult. Az elpusztult lakosság helyébe többnyire románokat telepítettek.
1649-ben a falu a göncruszkai gróf Kornis család kezébe kerül. II. Rákóczi György fejedelem a néhai Wesselényi Boldizsár itteni birtokait az utóbbi leányának, gróf Kornis Ferenczné Katalinnak és gyermekeinek adományozza.
1694-ben a falu tulajdonosa a göncruszkai gróf  Kornis család volt.
A község legrégebbi falva azonban nem Szépkenyerűszentmárton, hanem Kis- és Nagydevecser amelyeket már a 13. században említenek először az okiratok.
1783-ból működik a faluban román iskola, amelyet egy magánházban működtettek.
1786-ban a falu tulajdonosai: gróf Kemény Jákob, akinek 17 jobbágya és 55 zsellére volt, gróf Lázár János, akinek 26 jobbágya és 1 zsellére volt, gróf Mikes Sándor özvegye, akinek 2 jobbágya volt.
Az 1848-as forradalom idején az egyik 15. századi harangot is beolvasztották, hogy ágyút készítsenek belőle. Több ember pedig önkéntesnek jelentkezett a honvédségben.
A XIX. század végén a település örököse gróf Béldy Kálmán volt, aki szőlőhegyet falunak adományozta.
1940 szeptemberében magyar honévdek átvonultak a falun, a helyiek, verssel és énekkel fogadták őket.
1944 őszén az orosz katonák bevonultak a faluba és több állatot elkoboztak a helyiektől.
A kollektivizálásnak Szépkenyerűszentmáronban is tragikus következményei voltak, a fiatalok városra költőztek, a falvak pedig kiürültek és elöregedtek
A kvótarendszer (kötelező beszolgáltatás) nyomására egyre többen iratkoztak be a kollektív gazdaságba. Az első hullám 1956-1957 között zajlott le, a második pedig 1958-1960 között.
A faluban két malom volt, melyek 1962-1963-ig működtek, mikor lebontották őket, majd a gépeket elvitték Katonába.

### Polgármesterek
A községet 1944-ben alapították.
A következők voltak a polgármesterek, akiknek hivatali idejük alatt lezajlott a kollektivizálás:
- 1945-1948: Rusu Ioan,
- 1948-1950: Fechete Ioan,
- 1950-1953: Lăcan Ioan,
- 1953-1955: Fărcaș Gavril,
- 1955-1957: Ploscar Constantin,
- 1957-1966: Lăcan Ioan.

### Lelkipásztorok
1594: Pál,
1639: Rivulius Kristóf,
1667:Kaposi György, a kit 1697-ben* kiraboltak.
1727–1730: ásárhelyi András
1774: Szentjobi Sámuel
1745-1748: Angyalosi Ferencz
1749: Sós János
1753: Benedek Menyhért
1794: Elekes László
1796: Malom Sámuel
1799: Bányai János
1803-1834: Horváth Mihály (Samunak is írják nevét)
1834-1853: Horváth Sámuel
1854: Porcsalmi László
1859: Szabó József
1887: Koncs István
A XIX. század elején: Máthé György.
A XX. század első felében: Vass István. Az ő nevéhez fűződik a mostani templom építése (1922 és 1926 között épült)
1949: Csetri János ördöngösfüzesi lelkipásztor szolgált a faluban.
1949. október – 1959. május: András Péter
1959. április 26 – 1959. június 28: Páll Gyula és Fodor László
1959 szeptemberétől egészen a ’70-es évekig: Sógor Sándor

## Hagyományok
Az év legfontosabb vallásos vagy mezőgazdasági eseményeihez valamilyen hagyomány kötődött.
A tánctanulás utánzás alapján történt, mivel a faluban nem volt táncoktatás, a gyerekek számára csak karácsonykor szerveztek táncházat. Ezen az eseményen megszervezték ki kivel táncoljon. Aztán ezt a táncházat kicsi táncnak neveztek. A táncházban kezdő zenészek muzsikáltak. A zenészek fiatalok voltak és muzsikálni tanultak. Éppen ezért a kicsi táncban mérték fel saját tudásukat. Amit addig tanultak ott mutatták be. Cigánytáncot és „kisvalcert” húztak. A zenészeket csak egy pár lejjel fizették.
A kezesek gyerekek voltak. A pénzen kívül ennivalót is kellett vinni rendre a zenészeknek. Aprószentekkor minden leány vitt kalácsot és mindenkit megkínált vele. A tánc előtt a kezesek meghívtak minden kicsi leányt a táncra.
A tánc közben népi játékokat is játszottak, mint például az „Elvesztettem zsebkendőmet…” című játékot. A zsebkendőt a leány elé tették, a fiú megcsókolta a leányt és átadta a zsebkendőt. Ha nem is tetszett neki a fiú, vagy a fiúnak nem tetszett a leány, kötelező volt megcsókolni a lányt vagy a fiút. Ez a táncházban is így volt, nem volt szabad visszautasítani a fiúkat. A leányoknak becsület kérdése volt, hogy minden leányt megtáncoltasson.
Délutánonként az iskolában, a labdázás mellett, népi játékokat játszottak, mint például a „Bújj-bújj zöld ág” kezdetű népi játék. A futball elterjedt sport volt akkor is, mint mostanában. A labdákat általában tehénszőrből és rongyból készítették otthon a szülök a gyerekeknek. Persze voltak olyan gyerekek is, akiknek gumilabdájuk volt, ezek a gazdagabb családok gyerekei voltak, ha lehet így mondani, mivel a kommunista rendszer mindent megtett, hogy a földeket és az állatokat elvegyék és az embereket arra kötelezzék, hogy a kollektívba iratkozzanak.
Minden szombat és vasárnap este szerveztek bált. A bál előtt a fiúk meghívták a bálba azokat a lányokat, akit szerettek, akinek udvarolni akartak. Egy leány nem mehetett bálba, ha nem volt meghívva. Az anyák elkísérték lányaikat a bálba és ott őrizték őket egy ideig, aztán pedig hazamentek. A fiatal házasok is elmentek a bálba.
A kezesek kibéreltek egy-egy nagy házat vagy csűrt. Pénzt fizetni nem kellett a bérlésért, azonban a táncoló fiatalok elmentek cserébe a házigazdának dolgozni (krumplit vagy kukoricát kapálni, betakarítani a különböző gabonaféléket vagy gyümölcsöt). A kezesek fogadták a zenészeket is. Volt olyan eset is, hogy a zenészeket több hétvégére megfogatták, sőt olyan év is volt, hogy az év elején megfogadták a zenészeket egész évre.
A román és magyar lakosok külön-külön bálokat szerveztek, és nem nagyon mentek egyik bálból a másikba. Ha például egy magyar leánynak román barátja, udvarlója volt (vagy fordítva), akkor is a magyar a magyar bálba ment. De az is megtörtént, hogy a magyarok elmentek román bálba és fordítva, akkor esetleg felkérték egymást táncolni, de összetűzés nem volt.
A zenészek mindig elöl ültek. A táncteremben körben pedig ültek az idősek, ügyelvén a fiatalokra, de még az is megtörtént, hogy ők is táncoltak.
Ha visszautasítás történt, akkor a leány azt mondta, hogy már felkérték. Hogyha ez hazugság volt, akkor a leány kénytelen volt párt keresni magának, mert ha rajtakapták a hazugságon, akkor kitagadták a táncból. Voltak olyan dolgok, amit nem illett megtenni tánc közben. Ilyesmi volt például a lökdösődés, a csók. A csók nem illett, mert ott voltak az idősek, akik minden leányt, jobban mondva minden párt szem alatt tartották, és ha úgy gondolták, hogy valaki szemérmetlenül viselkedett, azt megszólították. Miután a tánc lejárt, a hagyomány úgy kérte, hogy a fiú megköszönje a leánynak a táncot és megölelje a leányt. A táncba bő szoknyával és bő ingben mentek. A templomba pedig rakott szoknyával vagy selyemszoknyával mentek. A férfi viselet is kettő volt. Ami különbözött a kettő között az a nadrág volt, mivel két fajta nadrág létezett. Az egyik a hétköznapi, fehér, házi vászonból készített, harisnya, a másik pedig a fekete posztóból készített, úgynevezett priccses nadrág. Az ing is fehér vászonból készült, akárcsak a női, és bő volt. Az ingre pedig fekete posztóból készült vitézkötéses mellényt vettek. Télen a mellényre szürke (vagy esetleg fekete) posztóból készült vitézkötéses kabátot (bujkát) hordtak.
A zenekar 3 tagból állt (prímás, kontrás, nagybőgő). Akkoriban (1949-1960) a faluban két csoport zenész volt: az egyik volt Lapohos Márton bandája, a másik pedig a Kerekes Sándor (akit Csokánynak neveztek) bandája. Őket hívták zenélni bálokba, lakodalmakba, keresztelőkbe és mindenféle rendezvényekre. A zenészeket év elején fogadták, télen pénzért zenéltek, de nyáron, tavasszal és ősszel elmentek kalákába dolgozni a zenészeknek a zenélés fejébe. A fiúk italt, a leányok pedig ételt vittek a zenészeknek, ahogy a kezesek beosztották őket.
Ha a fiúk akarták, hogy a táncrend hosszabb legyen vagy ha nótát akartak rendelni, akkor a zenész vonójába pénzt tettek. Nótát vagy hosszabb táncrendet csak a fiúk rendelhettek. A táncrend a következő táncokból állt: sűrű tánc, valcer, hét lépés, magyar tánc. A magyar táncra legényest táncoltak, a leányok pedig összefogtak és énekeltek.
A keresztelőkor csak a család ünnepelt. Az egyházi szertartás végeztével otthon ünnepelt a család. Ilyenkor zenészeket hívtak a házhoz, ahol a kisgyerek egészségére nótáztak és táncoltak reggelig.
1949-1960 között a konfirmáláskor szervezet ünnepségek eléggé szűk körűek voltak. Ennek több oka volt. Az egyik ok az volt, hogy féltek a Román Munkáspárttól és a Securitate-tól, mert elég sok eset volt, amikor az embereket elvitték, és ezt mindenki jól tudta. A vallásos szertartás után mindenki hazament, ahol családja körében folytatta az ünneplést. Zenészeket fogadtak, a vendégek a konfirmált gyerek egészségére énekeltek és táncoltak. Az ünneplés után a faluban táncot szerveztek, ami a konfirmált fiúk és leányok számára volt a legfontosabb, mert ez volt az első alkalom, amikor elmehettek nagy táncházba, otthagyván a kis táncházat.
Azok a fiúk, akik sorozásra kellett, hogy menjenek, bált szerveztek a sorozás előtti estén. Ők fizették a zenészeket, ők vittek ételt, italt a zenészeknek és a többi fiatalnak. Másnap a fiatalok elmentek Szamosújvárra vagy Désre. Az 1940-es évek végén az volt a szokás, hogy a sorozásra menő fiatalokat, a barátok és rokonok, zeneszóval elkísérjék a falu végére. Ez a szokás azonban kihalt, a sorozás előestéjén szervezett bál azonban megmaradt.
A lakodalom előtt egy héttel a két vöfély mindenkit meghív a faluból az esküvőre. Persze mindenkinél egy rövid verset mondtak el (ha nincsen senki otthon ráírják a kapura, hogy: „itt jártak a vöfik”). Az asszonyok akkor készítették az esküvőhöz szükséges laskát.
A vőlegény vendégei, a vőlegény házánál gyűltek össze, a menyasszony vendégei pedig a menyasszonyhoz. Miután a két vöfi elbúcsúztatta a vőlegényt mindenki elment a menyasszony után, ahol elbúcsúztatták a menyasszonyt is. Onnan elmentek a Néptanácshoz, ahol megeskették őket. Innen a templomba mentek, ahol lezajlott a vallásos szertartás is. Míg a polgári és vallásos szertartás lezajlott a fiatalok kint táncoltak az utcán. A végső állomás után a vendégek elmentek a Művelődési Házba (vagy sátorba) ahol lezajlott az ünnepi vacsora. A vacsora után minden férfi vendég megtáncoltatta a menyasszonyt és kikiáltotta mindegyik mit ajándékoz az ifjú párnak (inkább pénzt adtak), ez volt a menyasszonytánc.
Ha fiatal halt meg a faluban, akkor a fiatalok vitték a koporsót. A halottat a zenészek kísérték. A leányok fehérbe öltöztek. Persze a zenészek sirató énekeket húztak ilyenkor. A temetés után a halottas szomszédjában egy-két párt táncoltak.
Farsangkor (a nagyböjt előtti időszak) bálokat szerveztek. Ezek célja a tél elűzése volt. Bábukat készítettek és azt temetési szertartás során elégették. A bábu elégetése a tél temetését jelentette. Miután véget ért a szertartás, este bált szerveztek.
Szilveszter estéjén a fiatalok összegyűltek egy háznál, és mindenki ételt-italt hozott magával. A kezesek zenészeket fogadtak. Egész éjjel táncoltak, éjfélkor pedig Boldog Új Évet kívántak egymásnak. A fiúk ellopták a kapukat. Ez úgy történt, hogy a szeretők kapuját kicserélték egymással. Akkor még lehetett, mert fakapuja volt mindenkinek. Ugyanakkor a vénleányok és vénlegények kapujára bábukat (csuhákat) akasztottak.
A fonókaláka: Az ’50-es évek elején volt elterjedtebb, amikor a földek még az emberek tulajdona volt. A kollektivizálás után megszűnt majdnem teljes egészében. Mindig egy-egy leány házánál fontak és szőttek egymásnak a leányok. Ilyenkor zenészeket fogadtak, ételt-italt hoztak és táncoltak. A fonókaláka tánca volt az egyetlen alkalom, amikor a leányok hívták a fiúkat a táncba. Fonókalákákat inkább télen szerveztek, amikor több volt az idő.
Az aratókaláka: Az aratókaláka is terjedtebb volt az ’50-es évek első felében, mint azután, mert az emberek beléptek a kollektívba és már nem volt földjük.
Azután is szerveztek ilyen kalákákat, de egyre ritkábban, egész addig, amíg megszűnt. A kollektív elején (’50-es évek végén) az emberek közösen dolgozták a földeket, ami úgy mutatott mint egy kaláka, ha lehet ezt így nevezni.
Az aratásnak csak azután kezdtek neki, miután befejezték a reggelit és táncoltak egy rendet. Mindenki sarlóval aratott, mert akkor nem volt Szépkenyerűszentmártonban csak cséplőgép. A munkások háta mögött a zenészek egész nap muzsikáltak. Ahogy az aratással haladtak előre, úgy mentek a zenészek is utánuk. Néha még meg is álltak a munkából és táncoltak. Egész estig arattak a fiatalok, ha addig be nem fejezték. Alkonyatkor, mielőtt hazamentek, még egyet táncoltak. A vacsora után a házigazdánál folytatták a táncot.
Szüretkor is bált szerveztek, ez volt a szüreti bál. A bálteremben szőlőgerezdeket függesztettek a falra és csőszöket állítottak az őrzésükre. Akit elkaptak, hogy szőlőt szedett le a falról, az egy büntetést kellett elszenvedjen.